# Quản lý khách sạn

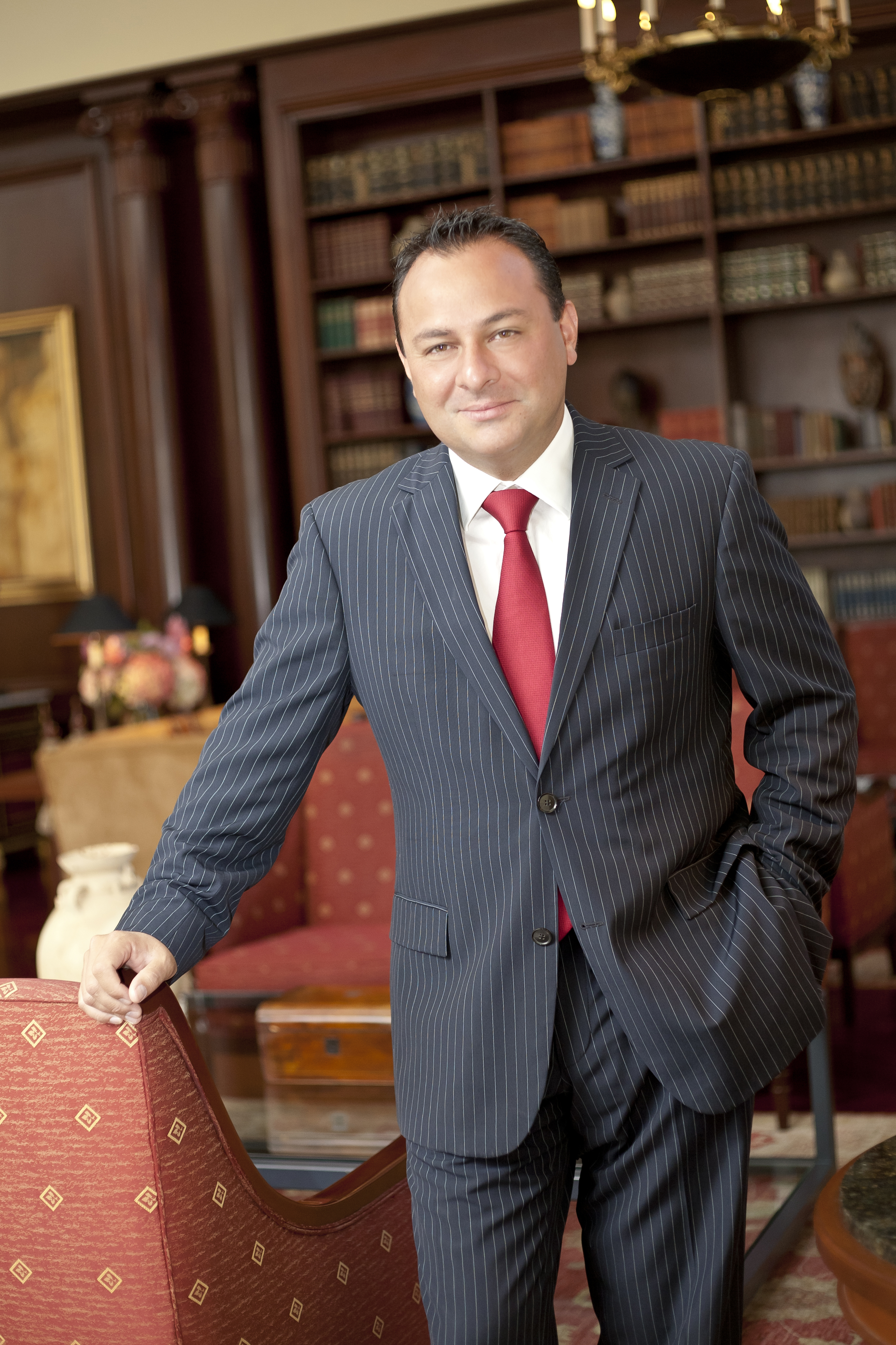
Một quản lý khách sạn lịch lãm ở Peru

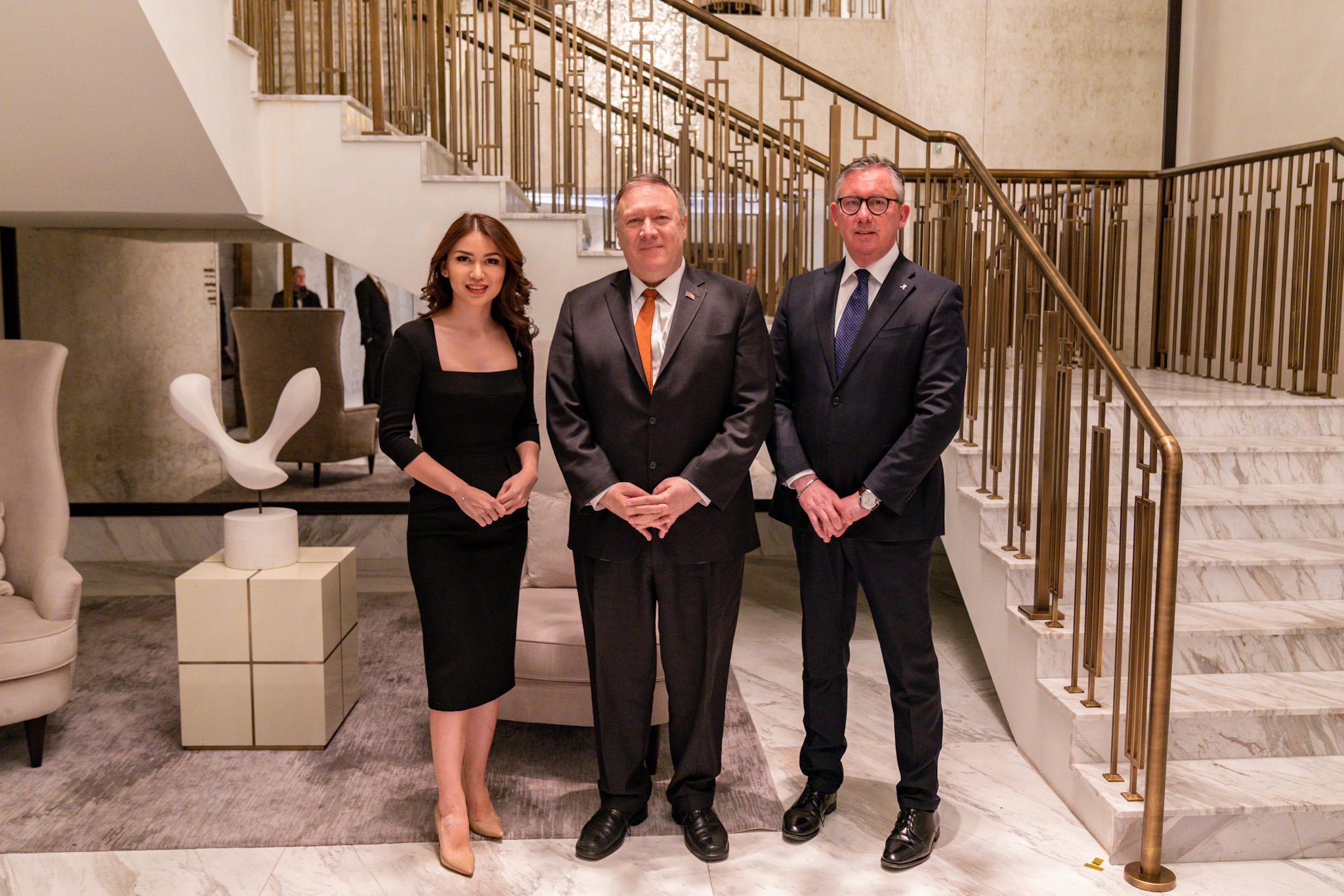
Ngoại trưởng Mỹ Pompeo chụp hình chung với quản lý khách sạn ở Nur-Sultan

Quản lý khách sạn (Hotel manager) là người quản lý hoạt động của khách sạn, nhà nghỉ, khu nghỉ dưỡng, điểm lưu trú hoặc các cơ sở liên quan đến nơi lưu trú khác. Quản lý hoạt động của khách sạn bao gồm nhưng không giới hạn đối với phạm vi các công việc về quản lý nhân viên khách sạn, quản lý kinh doanh, tiêu chuẩn bảo dưỡng và vệ sinh của các cơ sở khách sạn, sự hài lòng của khách hàng và dịch vụ khách hàng, quản lý tiếp thị, quản lý bán hàng, quản lý doanh thu, kế toán tài chính, mua hàng và các chức năng khác. Chức danh "quản lý khách sạn" hoặc "chủ khách sạn" (Hotelier) thường dùng để chỉ về vị trí Tổng giám đốc của khách sạn, người đóng vai trò là giám đốc điều hành của khách sạn, mặc dù nhiệm vụ và trách nhiệm khác nhau tùy thuộc vào quy mô, mục đích và kỳ vọng của chủ sở hữu khách sạn. Tổng giám đốc khách sạn thường được hỗ trợ từ các giám đốc phòng ban cấp dưới chịu trách nhiệm cho từng phòng ban và các chức năng chính của hoạt động khách sạn. Quản lý khách sạn thường phải làm việc thông tầm, bao gồm cả làm việc ngoài giờ, làm việc cuối tuần, trong ngày lễ do hoạt động của khách sạn là 24 giờ. Môi trường làm việc chung trong khách sạn có diễn biến nhanh, với mức độ tương tác cao với khách, nhân viên, nhà đầu tư và các nhà quản lý khác. Mức lương trung bình hàng năm vào năm 2015 của 48.400 người quản lý nhà nghỉ tại Hoa Kỳ là 49.720 đô la.

## Công việc
Quy mô và mức độ phức tạp của cơ cấu tổ chức quản lý khách sạn thay đổi đáng kể tùy thuộc vào quy mô, đặc điểm và chức năng của khách sạn hoặc khu nghỉ dưỡng. Hoạt động của một khách sạn nhỏ thường có thể bao gồm một nhóm nhỏm những quản lý chóp bu gồm một người quản lý khách sạn và một vài giám sát viên phòng ban chủ chốt (kiểm soát nội bộ) trực tiếp xử lý các hoạt động hàng ngày. Mặt khác, một khu phức hợp khách sạn hoặc khu nghỉ dưỡng dịch vụ có quy mô lớn thường hoạt động giống với một tập đoàn lớn với ban điều hành do Tổng giám đốc đứng đầu và bao gồm các giám đốc khối chủ chốt làm người đứng đầu các phòng ban khách sạn riêng lẻ. Mỗi phòng ban tại khu phức hợp khách sạn hoặc khu nghỉ dưỡng lớn thường có thể bao gồm các nhà quản lý cấp dưới và giám sát viên xử lý các hoạt động hàng ngày. Ban quản lý cấp cao bao gồm các nhà quản lý cấp cao, trưởng phòng và Tổng giám đốc đôi khi có thể thích lịch làm việc mong muốn hơn bao gồm ngày làm việc truyền thống hơn với các ngày cuối tuần và ngày lễ thỉnh thoảng được nghỉ. 
Tùy thuộc vào quy mô của khách sạn, một ngày làm việc thông thường của một người quản lý khách sạn có thể bao gồm hỗ trợ các nhiệm vụ vận hành, quản lý hiệu suất của nhân viên, xử lý tình huống khi khách không hài lòng, phàn nàn về chất lượng phục vụ, quản lý lịch trình làm việc, mua vật tư, phỏng vấn các ứng viên tiềm năng, đi kiểm tra thực tế các cơ sở vật chất và khu vực công cộng của khách sạn và các công việc phát sinh khác. Những nhiệm vụ này có thể thay đổi mỗi ngày tùy thuộc vào nhu cầu của khách sạn. Trách nhiệm của người quản lý cũng bao gồm việc biết về tất cả các sự kiện địa phương hiện tại cũng như các sự kiện đang được tổ chức tại khách sạn. Người quản lý thường được yêu cầu tham dự các cuộc họp thường kỳ của phòng ban, các cuộc họp quản lý, hội thảo đào tạo để phát triển chuyên môn và các chức năng bổ trợ cho công việc. Khách sạn hoặc sòng bạc có thể yêu cầu thêm các nhiệm vụ liên quan đến các sự kiện đặc biệt được tổ chức tại khách sạn dành cho khách chơi miễn phí tại sòng bạc. Trong thời kỳ đại dịch COVID-19 thì điều kiện làm việc ngày càng khó khăn. Một giám đốc điều hành của một chủ khách sạn lớn, Monty Bennett của Ashford Inc., đã nói với CBS News rằng ông phải sa thải hoặc cho nghỉ phép 95% trong số 7.000 nhân viên của mình.